# ハイドラ (アルバム)
『ハイドラ』（Hydra）は、1979年に発表されたTOTOのアルバム。1978年に発表された彼らのデビュー・アルバム『宇宙の騎士』に続くセカンド・アルバム。産業ロックと揶揄されることもあるTOTOがロック性を発揮したといわれる「ホワイト・シスター」や「オール・アス・ボーイズ」といったハードロック系の楽曲も収録されている。シングル曲「99」は、ジョージ・ルーカスの処女作に当たる映画『THX 1138』を元に作られた。

## 収録曲
特記なき楽曲はデヴィッド・ペイチ作。
1. ハイドラ - "Hydra" (David Hungate, Bobby Kimball, Steve Lukather, David Paich, Steve Porcaro, Jeff Porcaro) - 7:31
2. St.ジョージ&ザ・ドラゴン - "St. George and the Dragon" - 4:45
3. 99 - "99" - 5:16
4. ロレイン - "Lorraine" - 4:46
5. オール・アス・ボーイズ - "All Us Boys" - 5:03
6. ママ - "Mama" (D. Paich, B. Kimball) - 5:14
7. ホワイト・シスター - "White Sister" (D. Paich, B. Kimball) - 5:39
8. シークレット・ラヴ - "A Secret Love" (D. Paich, B. Kimball, S. Porcaro) - 3:07

収録曲のうち、「99」、「St.ジョージ&ザ・ドラゴン」、「ハイドラ」 (B面)、「オール・アス・ボーイズ」(B面)、「ホワイト・シスター」(B面)がシングルカットされている。

## 参加ミュージシャン
- ボビー・キンボール - ボーカル
- スティーヴ・ルカサー - ギター、ボーカル
- デヴィッド・ハンゲイト - ベースギター、ギター
- デヴィッド・ペイチ - キーボード、ボーカル
- スティーヴ・ポーカロ - キーボード、ボーカル
- ジェフ・ポーカロ - ドラム、パーカッション

ゲスト・ミュージシャン
- マイケル・ボディッカー - キーボード
- ロジャー・リン - シンセサイザー
- レニー・カストロ - パーカッション